# ماه عسل سه‌نفره
ماه عسل سه‌نفره (انگلیسی: Honeymoon Trio) یک فیلم کوتاه کمدی به کارگردانی راسکو آرباکل است که در سال ۱۹۳۱ منتشر شد.

## گزیدهٔ بازیگران
- والتر کتلت
- اَل سنت جان
- دوروثی گرینجر